# Sceliphron funestum
Sceliphron funestum là một loài côn trùng cánh màng trong họ Sphecidae, thuộc chi Sceliphron. Loài này được Kohl miêu tả khoa học đầu tiên năm 1918.